# Sarah Bradlee Fulton
Pour les articles homonymes, voir Bradlee et Fulton.
Sarah Bradlee Fulton (née le 24 décembre 1740 à Dorchester et morte le 9 novembre 1835) est une figure de la révolution américaine que l'on surnomma la « Mère » de la Boston Tea Party. Elle prit soin des blessés lors de la bataille de Bunker Hill, risqua sa vie pour transmettre des messages au général Washington, derrière les lignes ennemies lors du siège de Boston. 

## Biographie
En 1762 Sarah épousa John Fulton et ils s'installèrent à Medford. Sarah et son mari rendaient fréquemment visite à son frère, Nathaniel Bradlee, à Boston. En 16 décembre 1773, Bradlee et Fulton se joignirent à un groupe d'activistes déguisés en Indiens qui attaquèrent des navires chargés de thé dans le port de Boston et jetèrent 342 caisses de thé dans la mer. Cette action est aujourd'hui connue sous le nom de Boston Tea Party. Mesdames Bradlee et Fulton aidèrent leurs maris à se déguiser et à leur retour, les aidèrent à retirer les peintures de guerre qui ornaient leurs visages. Après la bataille de Bunker Hill, le 17 juin 1775, Sarah partit soigner les blessés et d'autres femmes la suivirent.
En mars 1776, le major John Brooks de Medford demanda à Sarah de porter un message à travers les lignes ennemies au général Washington. Sarah accepta et mena à bien sa mission. Sarah Bradlee Fulton mourut en 1835, elle repose au Salem Street Cemetery de Medford.

## Sources
- Julia Ward Howe, Representative women of New England, Boston : New England Historical Pub. Co., 1904. (OCLC 18786519)
- Ruth Dame Coolidge, The pageant of the Mystic : a pageant in celebration of the tercentenary of the settlement of Medford, 1630-1930, Medford, Mass. : Medford, 1930. (OCLC 17126595)